# 日高ひとみ
日高 ひとみ（ひだか ひとみ、1973年2月3日 - ）は、宮崎県出身の女優。エンパシィに所属したが、2006年に引退。
身長158cm。特技はジャズダンス、チアリーディング。東京女子体育短期大学卒業。

## 出演作品

### テレビドラマ
- 新・部長刑事 アーバンポリス24（1990年） - 大島朱里 役
- にごりえ（1993年）
- 走らんか!  NHK連続テレビ小説（1995年 - 1996年） - 前田明子 役 ※レギュラー
- のんちゃんのり弁 第18話（1997年） - めぐみ先生 役
- 火曜サスペンス劇場 警部補 佃次郎 第4作「仮説の行方」（1997年） - 久本眉美
- 物書同心いねむり紋蔵 第5話「さて困った浮気の後始末」（1998年）
- 葵 徳川三代（2000年） - 広橋局 役
- ルージュ（2001年）
- 女と愛とミステリー 主婦探偵・河原綾子 のぞき見事件簿（2001年）
- 土曜ワイド劇場（2002年）
  - ぽっかや殺人事件カルテ 第2作「帯広行き最終列車特急とかち11号の女」 - 吉田ミキ 役
  - 広域捜査官楠錬三郎・北へ南へ 第2作「札幌定山渓〜長崎平戸・シングルマザー連続殺人!」
- アイノウタ（2002年） - 竹川ひとみ 役 ※準レギュラー
- 量刑（2002年）
- 仮面ライダー龍騎（2002年）31・32話
- 月曜ミステリー劇場 湯の町コンサルタント 第1作「松本・浅間温泉殺人事件」（2002年） - 安部さやか 役
- 伝説のマダム 第9話「マダムの秘密と死」（2003年）
- 恋する日曜日 第12話「Flame」（2003年）
- 特命係長 只野仁 第5話「密会部長」（2003年）
- 御宿かわせみ
  - 御宿かわせみ 第二章（2004年）
  - 御宿かわせみ 第三章（2005年）
- ウルトラマンネクサス(2004年-2005年) 首藤沙耶 役　※準レギュラー

### 舞台
- 双数姉妹『サナギネ』（1994年・青山円形劇場）
- 双数姉妹『コサック』（1995年・シアタートップス）
- 双数姉妹『16』（1996年・スペースゼロ）
- 悪魔のいるクリスマス
- 寺山
- Do you love me!?
- 双数姉妹『不在者』（2001年・シアタートップス）

### CM
- ミスタードーナツ
- キリンビール 大出荷
- キャリアスタッフ
- ダスキン 消火器
- ロート製薬 リセ
- ノキア
- 積水ハウス「住まいの参観日」

| スタブアイコン | サブスタブ | この項目は、まだ閲覧者の調べものの参照としては役立たない、俳優（男優・女優）に関連した書きかけの項目です。この項目を加筆・訂正などしてくださる協力者を求めています（P:映画/PJ芸能人）。 |